# Nicolae Nasta
Nicolae Nasta (n. 12 octombrie 1963, Chiajna, România) este un senator român, ales în 2012. 